# Прапор Стародубського району
Прапор Стародубського району — офіційний символ Стародубського району Брянської області.
Прапор затверджено 22 лютого 2011 року.

## Опис прапора
На білому полотнищі чорний із зеленим листям на лівій стороні старий дуб, що супроводжується покладеною в пояс на краю і обплетеним корінням дуба червленою козачою шашкою із золотим темляком, а по боках — двома зеленими пшеничними, що виростають з ним від одного кореня.

## Обґрунтування символіки
За основу прапора взято старий дуб — символ довголіття, фортеці, сили. Зелений колір листя дуба та пшеничних колосків символізує надію, достаток, свободу та радість, що приносить району сільське господарство, алегорично відбите колоссям.
Козача шашка символізує постійну готовність стати на захист інтересів своєї Батьківщини та рідного краю. Крім того, вона нагадує про те, що місто Стародуб (центр Стародубського району) колись був під владою України.